# 银蓝子鱼
银蓝子鱼（学名：Siganus argenteus），俗名臭肚魚、象魚，为輻鰭魚綱蓝子鱼科蓝子鱼属的一种鱼。1825年，法國博物學家讓·勒內·康斯特·蓋伊和約瑟夫·保羅·蓋馬爾首次正式描述為Amphacanthus argenteus，模式产地在关岛和Marian群岛。

## 分布
本魚印度太平洋區，包括東非、馬達加斯加、模里西斯、塞席爾群島、紅海、波斯灣、葛摩、馬爾地夫、斯里蘭卡、印度、安達曼海、泰國、緬甸、馬來西亞、菲律賓、日本、台灣、越南、中國沿海、印尼、新幾內亞、澳洲、密克羅尼西亞、帛琉、馬里亞納群島、馬紹爾群島、諾魯、所羅門群島、斐濟群島、新喀里多尼亞、東加、萬納杜、法屬波里尼西亞、夏威夷群島、加拉巴哥群島、吐瓦魯、吉里巴斯、加利福尼亞灣、巴拿馬、厄瓜多等海域。

## 分度
水深5至40米。

## 特徵
本魚體呈長橢圓形，標準長度為其深度的2.4至3倍，小頭沒有陡峭的背部輪廓，但有一個尖尖的鼻子，背鰭和臀鰭的鰭棘部和鰭條部的缺刻非常明顯。尾柄細長，尾鰭深分叉。背鰭前部有一個平臥的脊柱，包圍在頸背的皮膚中。其明顯特徵為沿著鰓蓋末緣有一明顯黑帶。眼睛有銀黃色虹膜，胸鰭的腋部是黃色，沿著背鰭的基部通常有一條黃色條紋，魚體的背面呈深藍色，體側則有許多黃色的細斑紋散佈其上。當驚慌或睡覺時會變色，變成淺棕色和深棕色斑點，背鰭硬棘13枚、軟條10枚；臀鰭硬棘7枚、軟條9枚。體長可達46公分。另外各鰭鰭棘上有毒腺，被刺到會引起劇痛，須小心。

## 生態
屬於暖水性近岸魚類，棲息在岩礁或珊瑚礁區，幼魚和成魚可能會在珊瑚礁附近以2-100隻的魚群出現，通常是在珊瑚礁邊緣的湧浪區，主要以附著在礁石上的藻類為食。

## 經濟利用
肉質鮮美的良好食用魚，小魚可煮薑絲清湯，大型魚適合鹽燒法烤之。

## 扩展阅读
維基物種上的相關：银蓝子鱼